# Схема літака з тягнучим гвинтом

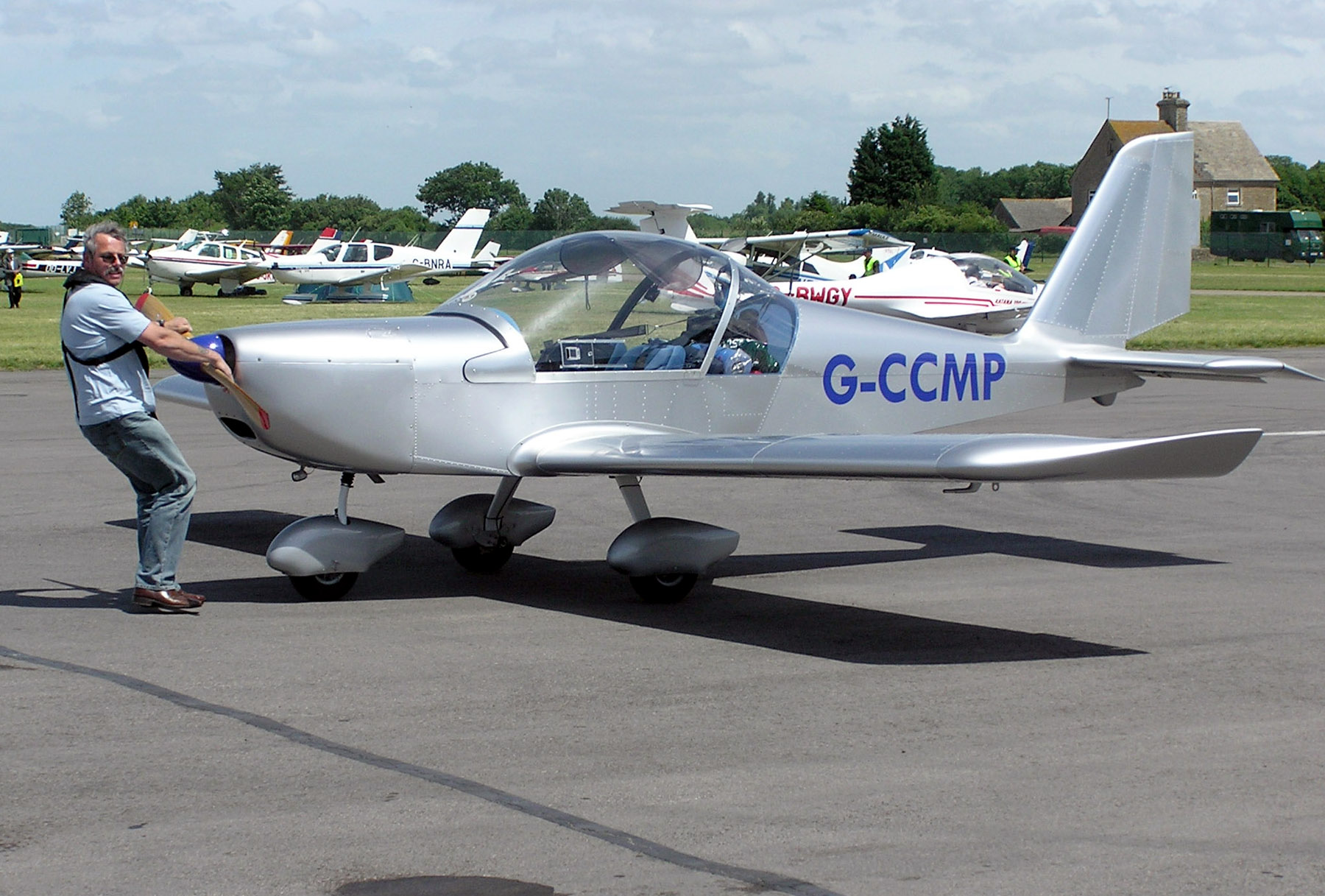
Aerotechnik EV97A Eurostar, літак з тягнучим гвинтом. Пілот перетягує його за гвинт до місця заправки.

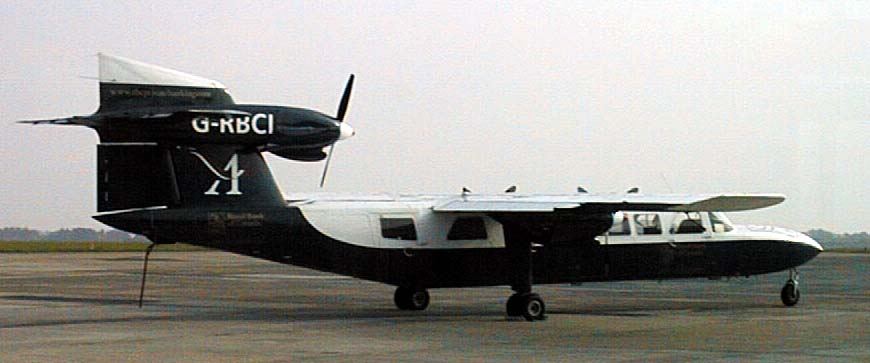
Літак Britten-Norman Trislander" (з третім двигуном в хвості) в аеропорту Гернсі, Нормандські острови.

Літак, сконструйований за схемою з тягнучим гвинтом або трактом, має двигун, встановлений з повітряним гвинтом перед собою, таким чином, що літак тягнеться гвинтом крізь повітря, на відміну від конфігурації зі штовхаючим гвинтом, в якій повітряний гвинт знаходиться ззаду і рухає літак вперед. Слово «гвинт» вживається зі всіма видами літаків, навіть якщо літак рухається за допомогою реактивних двигунів, в яких немає пропелера.
На початку розвитку авіації тягнуча та штовхаюча схема були однаково популярні. Проте, із середини Першої світової війни цікавість до схеми зі штовхаючим пропелером зменшилася і штовхаюча схема стала домінувати. Сьогодні всі літаки за замовчування вважаються зробленими за схемою з тягнучим гвинтом, окрім випадків, коли не вказана інша схема.

## Витоки
Першим літаком, побудованим за схемою з тягнучим гвинтом був Goupy No.2 (перший політ 11 березня 1909 р.). Літак був побудований Маріо Кальдерарою та фінансований Амбруазом Гупі у французькій фірмі Blériot Aéronautique.Це був найшвидший з усіх існуючих літаків на той час. Тоді прийнято вважати що літак з гвинтом — це реалізація схеми зі штовхаючим гвинтом (по аналогії з кораблем, де гвинт штовхає). Схема з тягнучим гвинтом вважалася схемою з «гвинтом тракта» (тракт тягне літак у повітрі). Також, на той час було принято схеми розташування гвинта позначати за назвами конструкторів або компаній, котрі перші активно використовували ці схеми. Наприклад, Королівський літаючий корпус назвав схему з тягнучим гвинтом «типу Блеріо» за ім'ям Луїса Блеріо, щоб відрізнити їх від штовхачів, або «типу Фармана».

## Використання схеми в літаках під час Першої світової війни
З військової точки зору, проблема одномоторних літаків з тягнучим гвинтом полягала в тому, що неможливо було стріляти з кулемета в літаку, не простріливши при цьому гвинт літака. На перших літаках старалися робити кріплення кріплення гвинтівок або кулеметів для стрільби навколо кола гвинта, або під кутом в бік. Це дуже сильно ускладнило прицілювання.
Перша система, що могла ефектиано стріляти крізь гвинт, не ушкодивши його, була розроблена французьким інженером Еженом Гілбертом для Морана-Солньє і включала встановлення металевих «дефлекторних клинів» до лопатей гвинта моноплана Morane-Saulnier L. Його з негайним успіхом застосував французький авіатор Ролан Гаррос, а також використовувався щонайменше на одній із «Таблоїдів Сопвіт» Королівської військово-морської авіаційної служби.
Остаточним рішенням стала розробка системи синхронізації, більш відома як синхронізатор гармати, розроблена Ентоні Фоккером і встановлена на моноплані Fokker EI в 1915 році. Першим британським літаком з тягнучим гвинтом, що використав подібну систему, був Sopwith 1½ Strutter, який не вступив в експлуатацію до початку 1916 року.
Іншим варіантом вирішення цієї проблеми було встановлення стволу гармати або кулемета у втулці гвинта — вперше застосовується у виробництві військових літаків з французьким SPAD S.XII Також, активно встановлювали озброєння на крилах літака. Останнє рішення зазвичай застосовувалося з початку 1930-х років до початку реактивного віку.